# Albă ca Zăpada (basm)
Albă ca Zăpada (în engleză Snow White, franceză Blanche-Neige, germană Schneewittchen) este un renumit personaj folcloric de basm popular în multe țări europene, mai ales în versiunea culeasă de Frații Grimm în 1812:  „Albă ca Zăpada și cei șapte pitici” (germană Schneewittchen und die sieben Zwerge). Această fetiță s-a născut ca răspuns la dorința mamei ei, care a murit la scurtă vreme, de a avea o fetiță frumoasă, în raport cu standardele vremii: fața albă ca zăpada, buzele roșii ca sângele, iar părul negru ca abanosul. Frații Grimm au completat povestea, publicând versiunea finală în 1854.
Pe baza povestirii, au fost create multe filme și desene animate. Versiunea germană prezintă elemente devenite ubicuitare, precum oglinda fermecată, mărul otrăvit, prințul, sicriul de sticlă și cei șapte pitici.

## Rezumat

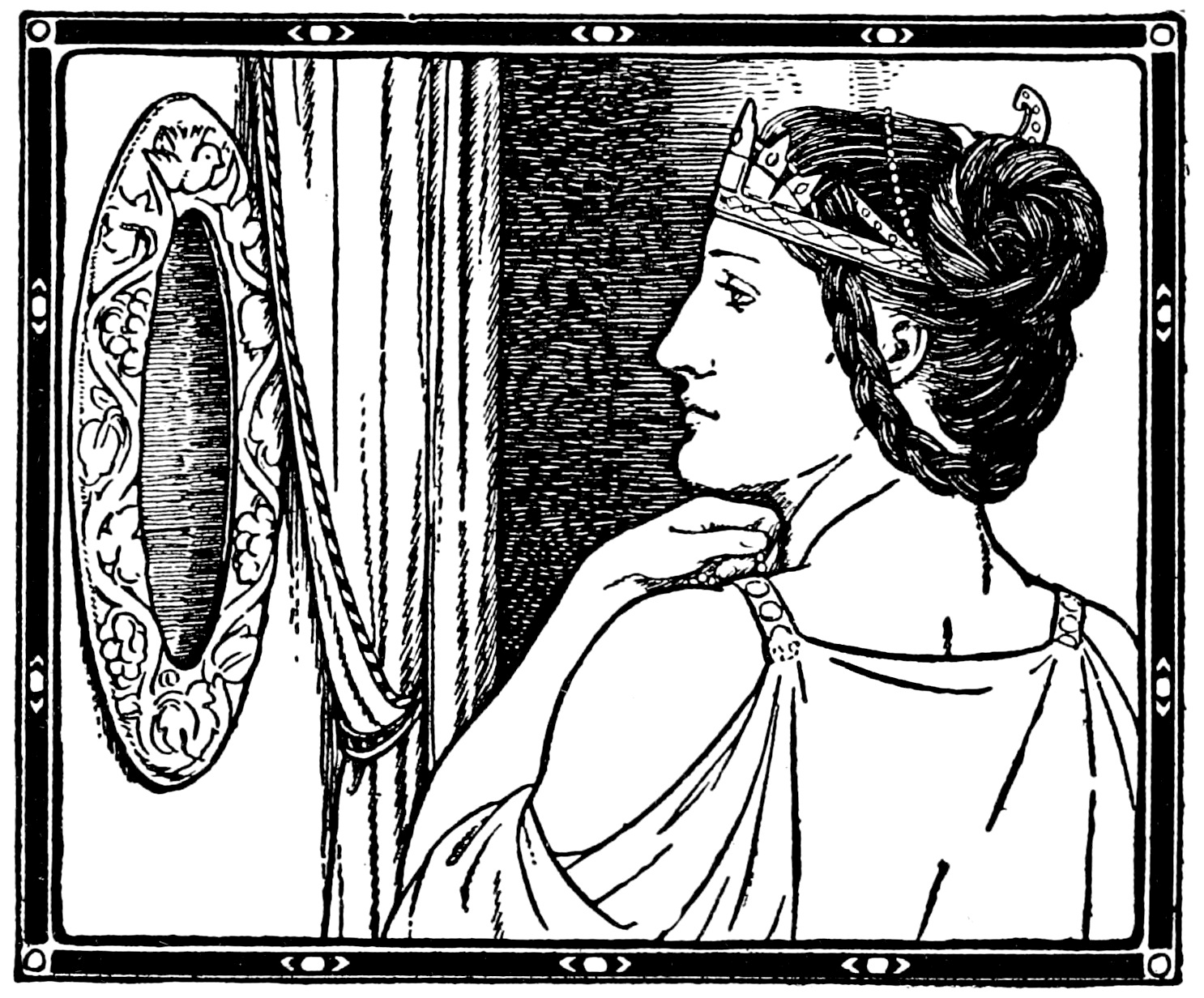
Ilustrație din 1916

Povestea începe cu o împărăteasă care, în timp ce broda lângă fereastră, se înțeapă cu acul în deget. Picăturile de sânge o fac să-și dorească un copil cu pielea albă ca zăpada, buzele roșii ca sângele și părul negru ca abanosul. Împărăteasa naște o fetiță așa cum voia și, i-a dat numele de Albă ca Zăpada. După ce o aduce pe lume, împărăteasa moare. Împăratul își ia, după o perioadă, altă soție, frumoasă, dar trufașă, care avea o oglindă fermecată și, ori de câte ori se privea în ea, o întreba: „Oglindă, oglinjoară, cine e cea mai frumoasă din țară?”
Într-o zi, oglinda îi răspunde: „Frumoasă ești, crăiasă, ca ziua luminoasă, dar Albă ca Zăpada e mult, mult mai frumoasă!”

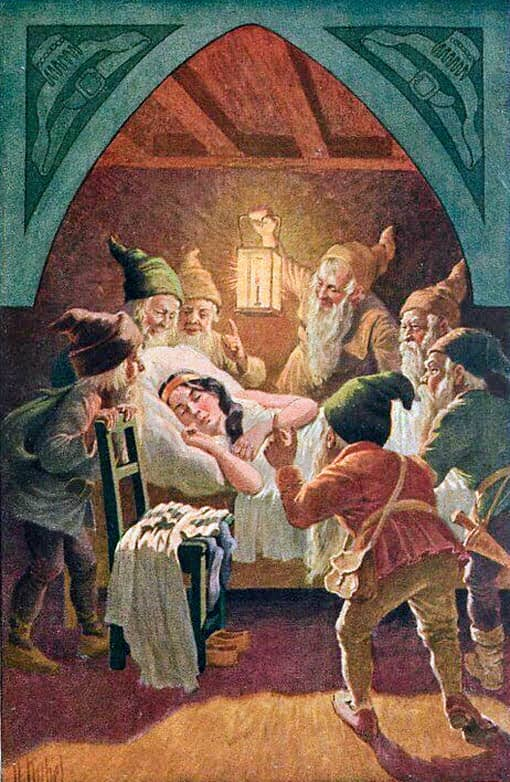
Ilustrație de Otto Kubel, 1 ianuarie 1930

La auzul acestor vorbe împărăteasa, geloasă pe prințesă, îi ordonă unui vânător să o ia în pădure și să o omoare. Vânătorul ascultă porunca și o duce pe Albă ca Zăpada în pădure să o omoare, dar fata îl roagă să o cruțe.
Albă ca Zăpada o apucă speriată prin pădure până ce dă de o căsuță, în care intră să se odihnească. Toate obiectele din căsuță erau mititele. Fata se duce să se culce într-un pătuț, dar niciunul nu i se potrivește. Seara, stăpânii casei, cei șapte pitici, vin acasă. Piticii, văzând cât e de frumoasă, nu se îndură să o trezească și o lasă să doarmă toată noaptea. Dimineața, piticii îi zic fetei că poate rămâne la ei acasă dacă se învoiește să gătească și să vadă de casă cât ei sunt plecați. Cum Albă ca Zăpada stătea singură când nu erau piticii, aceștia o previn să nu lase pe nimeni să intre în casă. 
Împărăteasa află că Albă ca Zăpada trăiește și plănuiește să scape chiar ea de fată. Își vopsește fața și se îmbracă ca o bătrână negustoreasă. O pornește către casa piticilor și îi vinde fetei o cingătoare. Bătrâna se oferă să i-o pună fetei, și, când o strânge cu putere de mijlocul ei, Albă ca Zăpada rămâne fără suflare și căde ca moartă. Seara, piticii se întorc acasă și o găsesc pe Albă ca Zăpada zăcând pe pământ. O ridică și, tăindu-i cingătoarea, ea își revine la viață. 

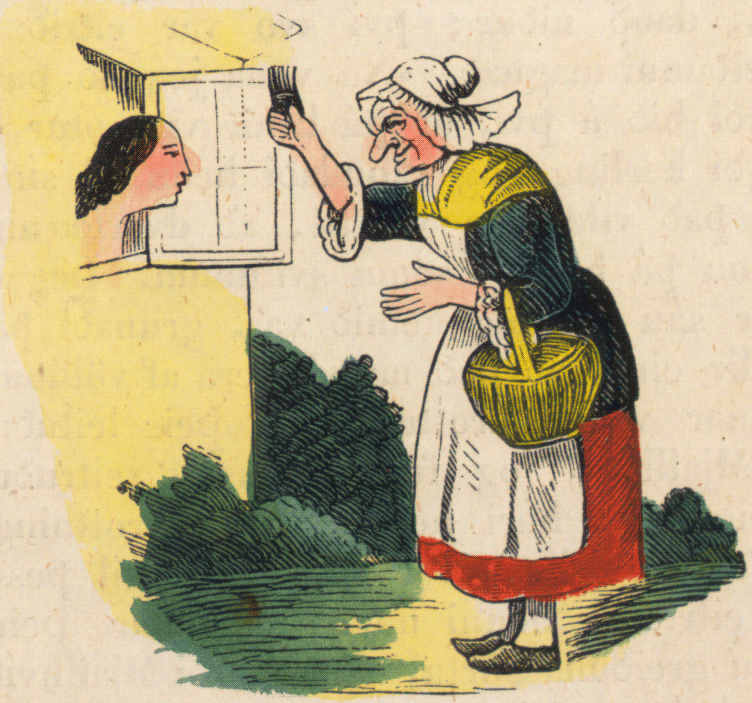
Ilustrație dintr-o carte de povești islandeză, 1852

Împrăteasa încearcă din nou să-și omoare fiica vitregă. Se preschimbă într-o bătrână gârbovită, meșterește un pieptăn otrăvit și o pornește din nou spre casa piticilor. Albă ca Zăpada, dorindu-și pieptenele, îi deschide ușa femeii și se lasă pieptănată de aceasta. Împărăteasa fuge mai apoi la palat, iar seara, piticii vin acasă și o găsesc pe Albă ca Zăpada zăcând fără vlagă. Piticii cercetează cu grijă până găsesc pieptenele otrăvit și i-l scot din păr, trezind-o.
Împărăteasa află la palat că planul ei a eșuat din nou și concepe alt plan, sub forma unui măr otrăvit. Împărăteasa se îmbracă în haine de țărancă și pornește iarăși spre casa piticilor. Țăranca îi oferă fetei un măr fetei pe nimic în schimb, dar Albă ca Zăpada refuză. Atunci femeia îi spune că va mânca și ea din măr ca să-i dovedească că nu e otrăvit. Îi oferă jumătatea rumenă Albei ca Zăpada și ea mușcă din partea albă. La gustarea fructului, prințesa cade fără suflare. Împărăteasa se vede victorioasă și pleacă înapoi la palat. Seara, piticii plâng la găsirea fetei. Îi făuresc un sicriu de stilcă și îi vegheză trupul cu rândul.
Într-o zi, un fecior de crai rătăcește în zonă și vede sicriul din creștetul muntelui și pe frumoasa Albă ca Zăpada. Feciorul de împărat îi roagă pe pitici să i-l dea, promițând că o să aibă grijă de fata care îi era așa de drag. Feciorul de împărat își cheamă slugile să care coșciugul pe umeri și să-l urmeze. La un moment dat, unul dintre slujitori se împiedică de o buturugă și, din pricina zdruncinăturii, bucățica de măr pe care o înghițise Albă ca Zăpada îi sare afară din gâtlej. Fata își revine atunci în simțuri. Cei doi tineri se îndrăgostesc și se căsătoresc. La nuntă este invitată și mama vitegă a miresei, care, atunci când o vede în viață pe Albă ca Zăpada, se urâțește și fuge în sălbăticie.

## Adaptări

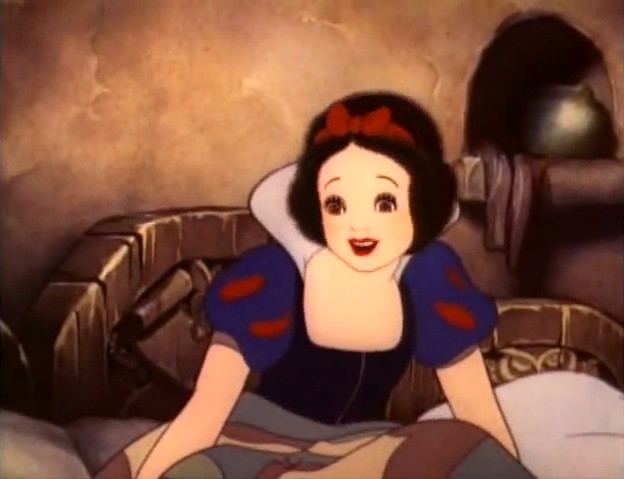
Albă ca Zăpada în varianta Disney din 1937

### Filme
- Snow White (1916), film mut produs de Adolph Zukor și Daniel Frohman, regizat de J. Searle Dawley, avându-i în distribuție pe Marguerite Clark, Creighton Hale și Dorothy Cumming
- Snow-White (1933), cunoscut și ca Betty Boop in Snow-White, un  film din seria Betty Boop de Max Fleischer
- Albă ca Zăpada și cei șapte pitici (1937), un film animat Disney, cu Adriana Caselotti ca voce a Albei ca Zăpada
- I sette nani alla riscossa (1951), film italian
- Lumikki ja 7 jätkää (1953), film de comedie finlandez[7]
- Schneewittchen und die sieben Zwerge (1955), film german
- Snow White and the Seven Fellows (1955), film din Hong-Kong
- Snow White and the Three Stooges (1961)
- Snow White (1962)
- Pamuk Prenses ve 7 Cüceler (1970), film turcesc
- Snow White (1987)
- Amada Anime Series: Super Mario Bros. (1989)
- Schneewittchen und das Geheimnis der Zwerge (1992) adaptare germană
- "Snow White" (1994), scurtmetraj
- Snow White: A Tale of Terror (1997) cu Sigourney Weaver
- Snow White: The Fairest of Them All (2001)
- 7 Dwarves – Men Alone in the Wood (7 Zwerge – Männer allein im Wald) (2004), film de comedie german
- The Brothers Grimm (2005) film cu Matt Damon și Heath Ledger
- 7 Dwarves: The Forest Is Not Enough (7 Zwerge – Der Wald ist nicht genug) (2006)
- Sydney White (2007)
- Schneewittchen (2009) film german
- Blancanieves (2012) film spaniol
- Grimm's Snow White (2012) cu Jane March
- Mirror Mirror (2012) cu Julia Roberts, Lily Collins și Armie Hammer
- Snow White and the Huntsman (2012), cu Kristen Stewart, Charlize Theron, Chris Hemsworth și Sam Claflin
- The Huntsman: Winter's War (2016)
- Charming (2018), film animat cu vocea lui Avril Lavigne.
- Red Shoes and the Seven Dwarfs (2019) cu Chloë Grace Moretz.[8]